# Operation Beresino
In der Operation Beresino (russisch Операция Березино) täuschte der sowjetische Geheimdienst NKWD während des Zweiten Weltkriegs der deutschen Seite durch ein Funkspiel unter der Leitung von Pawel Sudoplatow die Existenz einer 2000 Mann starken, hinter der Front versprengten deutschen Kampfgruppe unter Oberstleutnant Heinrich Gerhard Scherhorn vor. Unter dem Decknamen Freischütz versuchte ab Oktober 1944 die Abteilung Fremde Heere Ost (FHO) im Auftrag des Oberkommandos der Wehrmacht die Unterstützung, Versorgung und spätere Evakuierung dieser imaginären Kampfgruppe Scherhorn sicherzustellen.

## Hintergrund

### Auf russischer Seite
Seit Beginn des Überfalls auf die Sowjetunion 1941 betrieb der sowjetische Geheimdienst NKWD Gegenspionage im eigenen Land gegen Agenten und Partisanen der beiden deutschen Nachrichtendienste Sicherheitsdienst des Reichsführers SS (SD) und Abwehr. In der Operation Monastyr (Операция Монастырь) wurden unter Leitung der NKWD-Offiziere Viktor Iljin und Michail Makljarski Doppelagenten installiert, die, nachdem sie das Vertrauen der Deutschen erlangt hatten, sukzessive deren Netzwerke aufdeckten und tatsächliche Spione ausschalteten. Mit dem Erfolg dieses Vorgehens wurde das Interesse Stalins geweckt und dieser forderte, nachdem er sich anfangs nur über den Fortgang informieren ließ, eine Ausweitung der Operation zu einer Desinformationskampagne auf strategischer Ebene.
Diese erfolgte ab Mitte 1942. So versorgte zum Beispiel der NKWD-Agent Alexander Demjanow (Codename Heyne) die Abteilung Fremde Heere Ost unter dem späteren BND-Chef Reinhard Gehlen mit detaillierten Plänen der Roten Armee. Diese enthielten teilweise – wie im Fall der sowjetischen Rschew-Offensive – sogar echte Informationen, um die Tarnung der Doppelagenten zu stützen. In einer weiteren Ausbaustufe wurde Anfang 1944 beschlossen, die Zielstellung des Vorgehens um die systematische Zerschlagung deutscher Spezialkräfte und ihrer Versorgungslinien zu erweitern.

### Auf deutscher Seite
Im Juni 1944 begann die Rote Armee mit der Operation Bagration, um die weißrussische Hauptstadt Minsk zurückzuerobern. Im Verlauf dieser sehr erfolgreichen Operation wurde die deutsche Wehrmacht bis hinter die damalige Grenze Polens zurückgedrängt. Dabei geriet am 9. Juli 1944 der deutsche Oberstleutnant Heinrich Scherhorn mit Teilen seines Wachregiments der 286. Sicherungs-Division in sowjetische Gefangenschaft.
Am 18. August 1944 meldete sich dann ein zurückgelassener Funker bei seiner Führungsstelle mit der Nachricht, dass er im Raum Berasino – etwa 100 km östlich von Minsk – Verbindung mit einer deutschen Kampfgruppe aufgenommen hätte. Diese bestünde aus circa 2500 hinter der Front versprengten Soldaten und würde von einem Oberst namens Scherhorn angeführt. Ziel der Kampfgruppe sei es, nach Westen durchzubrechen. Dazu bäte die Gruppe um Unterstützung der Heeresgruppe Mitte.
Oberst Hans-Heinrich Worgitzky von der Spionageabwehr beim Oberkommando des Heeres vermutete hinter der Nachricht von Beginn an eine Finte der Sowjets und weigerte sich, Truppen zur Unterstützung der „Kampfgruppe Scherhorn“ zu entsenden. Dem stellte sich Reinhard Gehlen als Vertreter des SD entgegen, der die Mitteilung für glaubhaft hielt, denn bereits in der letzten Sommeroffensive der Wehrmacht war einer kompletten Division die Rückkehr zur 500 km entfernten Frontlinie in Ostpreußen gelungen. In diesen gegensätzlichen Positionen spiegelte sich auch der Konflikt der beiden konkurrierenden Geheimdienste wider. So war der Geheimdienst des Heeres nach den Niederlagen des vergangenen Jahres bei der obersten Führung in Ungnade gefallen und wurde zunehmend vom SD unter der Hoheit der SS verdrängt. Letztlich entschied sich der Stabschef Alfred Jodl dafür, mit einer Rettungsaktion zu beginnen.

## Verlauf

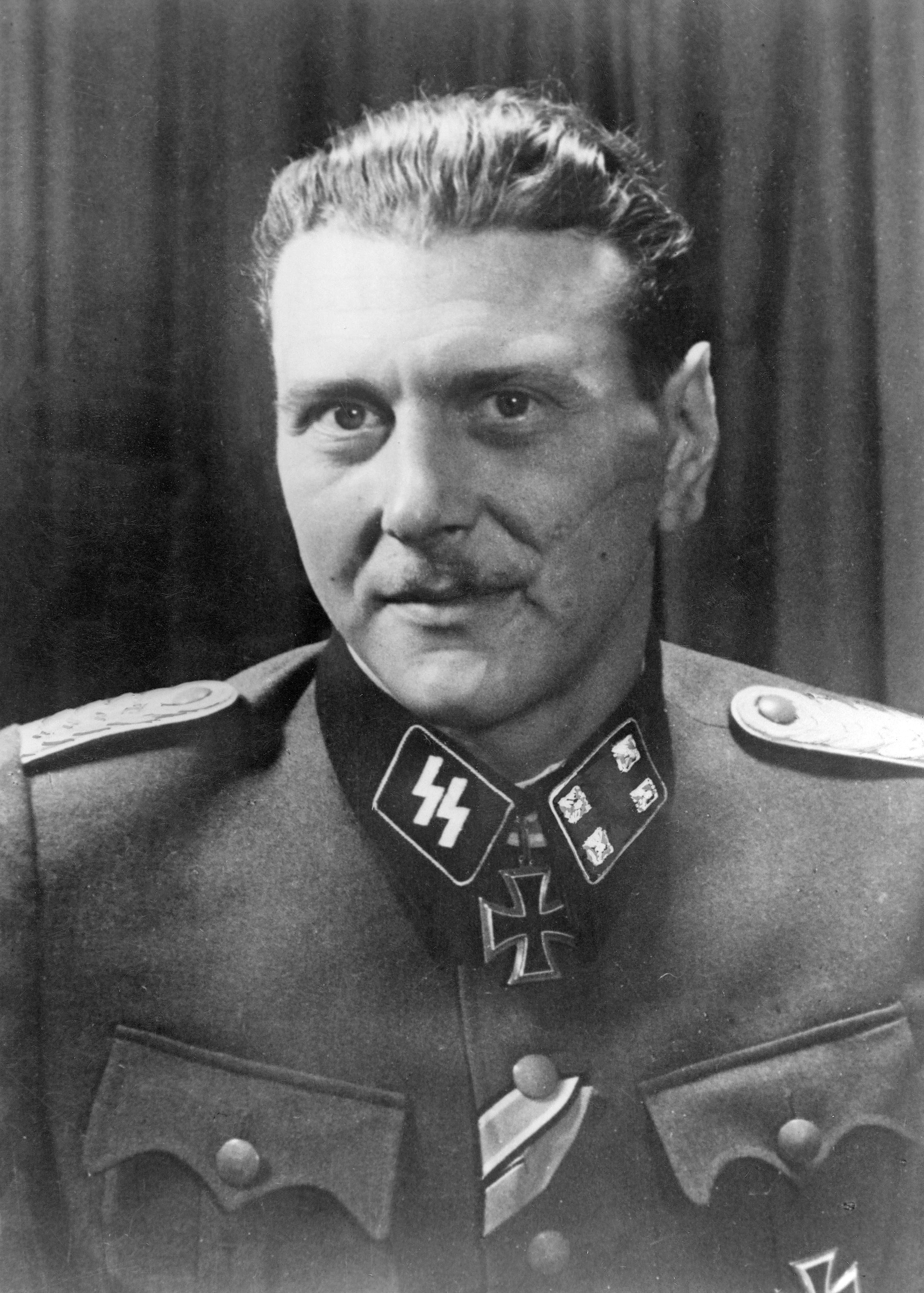
Otto Skorzeny, ausführender Befehlshaber auf deutscher Seite, 1943

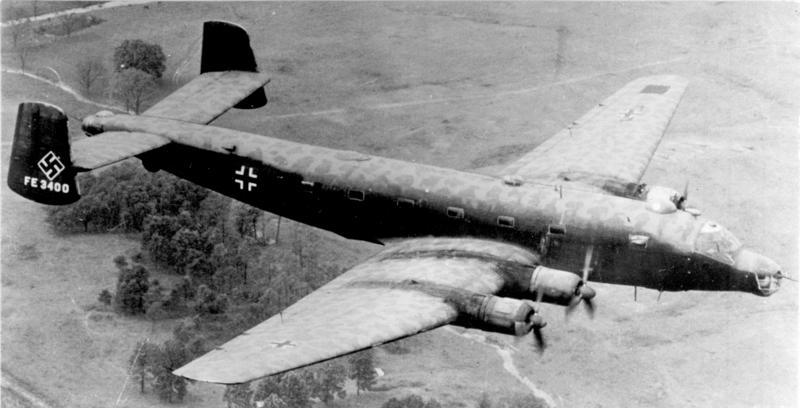
Eine Ju 290, wie sie zur Versorgung aus der Luft verwendet wurde

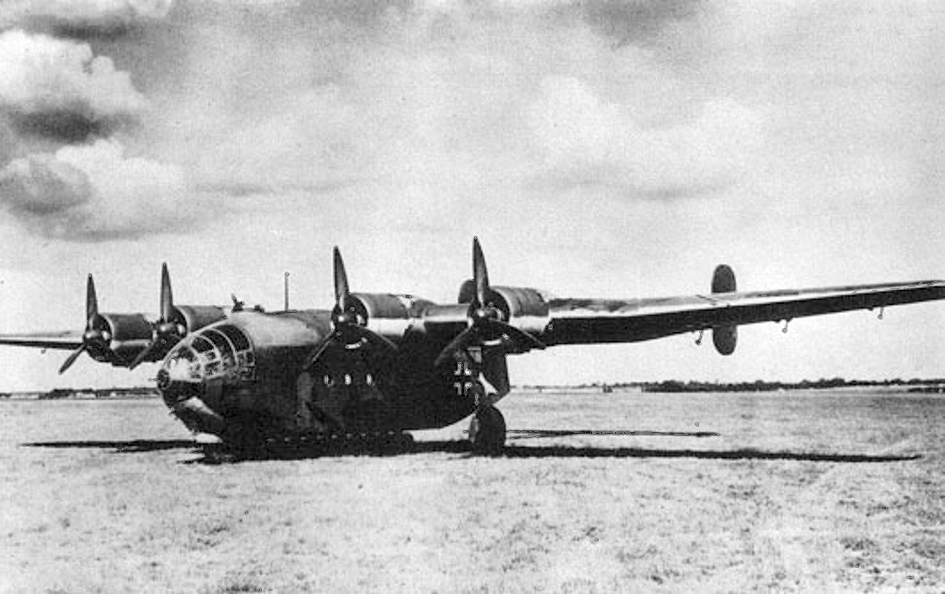
Eine Ar 232 „Tausendfüßler“, spezialisiert für Landungen auf unebenen Untergrund

Die Rettungsaktion unter dem Namen „Unternehmen Freischütz“ begann mit dem Absetzen von vier Erkundungstrupps per Fallschirm in der Region. Organisiert von SS-Obersturmbannführer Otto Skorzeny bestanden die Gruppen aus jeweils acht Freiwilligen des Jagdverbandes Ost I des SS-Jägerbataillons 502 in Uniformen der Roten Armee und mit entsprechenden Waffen. Zwei der Kommandos meldeten sich nicht wieder. Das Dritte teilte der Einsatzleitung mit, dass es fernab der eigentlichen Landezone aufgekommen sei und sich zu Fuß auf den Rückweg mache. Drei Wochen später überquerte es die Front in Litauen. Die vierte Erkundungseinheit meldete dann tatsächlich über Funk Kontakt zur Kampfgruppe Scherhorn, und das für Sondereinsätze zuständige Kampfgeschwader 200 (KG 200) der Luftwaffe wurde mit der Bestätigung der Existenz und anschließenden Versorgung der Kampfgruppe beauftragt.
Anfang Oktober 1944 wurde dann ein Verbindungsoffizier abgesetzt, der potenzielle Landeplätze für Flugzeuge ausfindig machen sollte. Da aber die Zweifel über ein mögliches Funkspiel des Gegners weiterhin bestehen blieben, hielt man es für sinnvoll, zur Beseitigung dieser Zweifel den abgesetzten Offizier vor weiteren Unternehmungen zunächst einmal in persona zurückzuholen, denn bis dahin beruhten alle Informationen ausschließlich auf Funksprüchen. Nach Absprache zwischen der Heeresgruppe Mitte, dem zuständigen Luftflottenkommando 6 und dem KG 200 wurden mit einer Junkers Ju 290 aus Wormditt ergänzend ein Arzt, weitere Funker und ein Luftwaffenoffizier an der Stelle abgesetzt, an der von der Kampfgruppe Scherhorn Feuersignale gesetzt wurden. Auch diese Gruppe meldete sich im Anschluss per Funk und bestätigte die Fortführung der Suche nach einer geeigneten Landefläche. Da sich dies aber als zunehmend schwierig darstellte, beschloss man auf deutscher Seite, nun doch Material für die Kampfgruppe mit dem Fallschirm abzuwerfen, denn zwischenzeitlich war es Mitte Oktober geworden und die Kampfgruppe meldete Proviant- und Munitionsknappheit sowie Verwundete durch anhaltende Kämpfe mit der Roten Armee. Es folgten ab 21. Oktober 1944 Versorgungsflüge von Ju 290 und Heinkel He 111 mit wechselnder Häufigkeit sowie der Abwurf der nötigen Technik zur Herstellung eines Behelfsflugplatzes. Im März 1945 wurde sogar ein Ritterkreuz für Oberst Scherhorn abgeworfen.
Zum Jahresende 1944 signalisierte die Kampfgruppe die Fertigstellung des Flugfeldes. Im Kriegsverlauf war mittlerweile Ostpreußen verloren gegangen und die Operationsbasis des Unternehmens Freischütz musste nach Tutow in Pommern zurückverlegt werden. Zwei Transportmaschinen machten sich von dort auf den Weg zu den Eingeschlossenen und dem neuen Flugplatz. Als sie ihr Ziel erreichten und in der Nacht die Markierungsfeuer der Landebahn anflogen, schien am Boden ein Gefecht loszubrechen und Explosionen waren zu sehen. Trotzdem wagte einer der beiden Piloten die Fortsetzung des Landeanflugs, musste ihn aber abbrechen, als am Boden die Markierungsfeuer der Landebahn abrupt gelöscht wurden. Scherhorn meldete im Anschluss an Otto Skorzeny, dass man von einem russischen Luftangriff überrascht und das Flugfeld dabei dauerhaft beschädigt worden wäre. Da jetzt die Russen auch am Boden intensiv gegen die Kampfgruppe vorgingen, würde sich diese in drei einzelnen Gruppen nach Norden absetzen.
Da der Funkkontakt zwischen Skorzeny und der Kampfgruppe trotz des Rückzugs nicht abriss, wurde als Nächstes geplant, die verbliebenen Soldaten von einem zugefrorenen See in Polen abzuholen. Wiederholt von Scherhorn gemeldetes schlechtes Wetter und Treibstoffmangel bei der Luftwaffe verzögerten aber die Mission. Auch ging zwischenzeitlich Pommern verloren und die Operationsbasis des Unternehmens Freischütz musste nach Großenbrode in Holstein verlegt werden. Trotzdem wurde die Versorgung mit Material, Munition und Medikamenten per Fallschirm bis zum 16. Februar 1945 fortgesetzt. Ein letzter Rettungsversuch erfolgte um den 20. April 1945. Zwei auf unebene Landebahnen spezialisierte Transportmaschinen vom Typ Arado Ar 232 starteten vom Flugplatz Großenbrode. Jedoch erreichte keine der beiden ihr Ziel; die erste Maschine wurde durch einen technischen Defekt und die zweite durch schlechtes Wetter zur Umkehr gezwungen.

## Nachbetrachtung
Nach derzeitiger Quellenlage handelte es sich bei der Kampfgruppe Scherhorn um eine vom NKWD vorgetäuschte „Geisterarmee“. Unter Beteiligung von deutschstämmigen und -sprachigen Russen, Überläufern und Antifaschisten verfolgte die Aktion erfolgreich das Ziel, in der Schlussphase des Krieges wertvolle deutsche Kapazitäten zu binden und so dem eigentlichen Kriegsgeschehen zu entziehen. Dank der Fehleinschätzung des SD mit seinen Vertretern Gehlen und Skorzeny wurden durch das Funkspiel kontinuierlich Lebensmittel und Ausrüstung absorbiert, ebenso die ohnehin knappen Ressourcen des Kampfgeschwaders 200. Mindestens 39 Flüge sind belegt und in den knapp zehn Monaten, in denen die Täuschung aufrechterhalten werden konnte, entsandten die Deutschen 22 Kommandos mit mindestens 13 Funkgeräten.

### Die Rolle Scherhorns
Nachdem die Front 1944 im Zuge der Operation Bagration zusammengebrochen und Scherhorn verletzt in Kriegsgefangenschaft gekommen war, saß er zuerst im Moskauer Lubjanka-Gefängnis ein. Er wurde vom dortigen Geheimdienst angehalten, Erfahrungsberichte über die Partisanenbekämpfung in den besetzten Ostgebieten zu schreiben. Irgendwann im Herbst 1944 wurde er dann per PKW in einer mehrtägigen Fahrt nach Westen verlegt. Nach Ankunft in einem kleinen Ort namens Sloboda, in der Nähe von Baryssau, wurde er nach eigener Schilderung in eine Hütte geführt. Es erwarteten ihn Offiziere der sowjetischen Geheimpolizei GPU zusammen mit Antifa-Leuten in deutschen Uniformen und ihm wurde von seinen Wächtern ein junger SS-Offizier in russischer Uniform vorgestellt, bei dem es sich um einen der deutschen Funker handelte, die Skorzeny zu den Rückkämpfern der Kampfgruppe Scherhorn geschickt hatte, um Kontakt aufzunehmen.
Nach der Operation verblieb Scherhorn noch bis zum Sommer 1949 in Gefangenschaft in einem Lager bei Moskau und kehrte anschließend in eine bürgerliche Existenz in Niedersachsen zurück.

## Trivia
Die Geschichte wurde 1966 in der DDR für einen Fernsehdreiteiler frei adaptiert. Der Titel der kurzen Serie lautete „Geheimkommando Bumerang“, in den Hauptrollen spielten Alfred Müller und Horst Weinheimer.